# Gwiazdozbiór Indianina
Indianin (łac. Indus, dop. Indi, skrót Ind) – mało wyraźny, 49. co do wielkości gwiazdozbiór nieba południowego, a przy tym bardzo wydłużony, bo zajmuje deklinację od –45° do –74°. Przedstawia człowieka trzymającego włócznię i strzały. Nie wiadomo, czy jest to rdzenny mieszkaniec Indii Wschodnich (odkrytych przez holenderskich badaczy podczas ich wypraw) czy postać Indianina z Ameryki Północnej. Konstelacja składa się z niewielu słabych gwiazd, więc jedynie osoby z bogatą wyobraźnią mogą dostrzec w niej sylwetkę człowieka. Liczba gwiazd dostrzegalnych nieuzbrojonym okiem wynosi około 20. W Polsce niewidoczna.

## Pochodzenie nazwy
Grupa gwiazd, którą obecnie uważa się za Indianina, leży zdecydowanie za daleko na południe, by mogła być obserwowana przez dawnych europejskich astronomów.
Konstelacja ta została wprowadzona przez nawigatorów holenderskich Pietra Dirksza Keysera oraz Fredericka de Houtmana pod koniec XVI w., którzy jako pierwsi systematycznie obserwowali te gwiazdy, i oni też zobaczyli w nich tubylca. Następnie Petrus Plancius umieścił Indianina – narysowanego tak, jakby był w trakcie polowania – na swoim globusie nieba w 1598 roku. Johann Bayer ujął ten gwiazdozbiór w swojej Uranometrii w 1603 roku. Na różnych mapach nieba przedstawiano w tym miejscu myśliwego podczas polowania trzymającego w ręku dzidę, utożsamianego z ludami zamieszkującymi Madagaskar, południe Afryki czy też Indie Wschodnie. Rycina w Uranometrii wskazuje na mieszkańca Madagaskaru, na którym holenderscy żeglarze zatrzymali się na dłużej podczas swojej podróży. Współczesny Bayerowi Julius Schiller, próbując ułożyć „chrześcijański” atlas gwiazd, połączył Indianina z sąsiednim gwiazdozbiorem Pawia, by stworzyć cierpiącą postać biblijnego Hioba. W odróżnieniu od pierwowzoru pomysł Schillera nie wytrzymał próby czasu. Poza tym od czasów Bayera nie było specjalnych zmian w gwiazdach konstelacji.

## Gwiazdy Indianina
Blade gwiazdy konstelacji zawierają mnóstwo galaktyk i gwiazdę, która jest jedną z najbliższych sąsiadek Słońca. Główne gwiazdy, Alfa, Beta, Delta i Theta, tworzą długi trójkąt nie przypominający figury narysowanej przez Bayera.
- Gwiazdy południowego nieba wchodzące w skład „nowożytnych” gwiazdozbiorów bardzo rzadko mają nazwy własne. Ale misjonarze jezuiccy w Chinach nadali Alfie Indianina nazwę Pers, zanim stała się ona częścią gwiazdozbioru. Jest to pomarańczowy olbrzym typu K0, około 60 razy jaśniejszy od Słońca i znajduje się od niego w odległości około 100 lat świetlnych. Gwiazda przestała już palić wodór w swoim wnętrzu, zeszła z ciągu głównego i obecnie znajduje się w fazie przejściowej między fazami podolbrzyma i olbrzyma. Ma masę 12 razy większą od Słońca i odległa jest o niemal 100 lat świetlnych od nas, a jej wiek szacuje się na około miliard lat. Gwiazda tworzy układ potrójny z czerwonymi karłami[4].
- Druga co do jasności gwiazda to Beta Indi. Jest to pomarańczowy nadolbrzym typu K1. Tworzy układ wizualnie podwójny z gwiazdą o jasności 12,5m[4].
- Gwiazda Epsilon (ε) Indi podobna do Słońca, choć o 7,5 razy mniejszej mocy promieniowania, leży w odległości 11,8 roku świetlnego. Należy do najbliższych gwiazd widocznych nieuzbrojonym okiem. Ma jasność 5,0m i bladopomarańczowy kolor. Jest to pomarańczowy karzeł typu K; gwiazdy tego typu wraz z karłami typu M są najpopularniejszym rodzajem gwiazd. Ma około 70% masy Słońca, a jasność stanowi zaledwie jedną piątą jego jasności. Jest najbledszą gwiazdą widoczną nieuzbrojonym okiem na całym niebie[1]. W latach sześćdziesiątych i siedemdziesiątych XX wieku była jednym z obiektów intensywnych poszukiwań planet i cywilizacji pozaziemskich (program SETI, satelita Copernicus)[2].
- Theta (θ) Indi to gwiazda czwartej wielkości, która ma towarzysza siódmej wielkości. To bardzo atrakcyjna gwiazda podwójna, jej żółty i pomarańczowy składnik leżą blisko siebie i łatwo dają się rozdzielić za pomocą 15-centymetrowego teleskopu[1][3].
- wśród słabszych gwiazd warto zwrócić uwagę na Ro Indi. Gwiazda ta ma już 13 miliardów lat, znajduje się w fazie żółtego podolbrzyma, u schyłku swojego istnienia. Niebawem, choć mogą to być miliony lat, odrzuci zewnętrzną otoczkę i powstanie z niej mgławica planetarna. Znajduje się w odległości 87 lat świetlnych i ma rozmiary i masę zbliżoną do Słońca. W 2002 znaleziono krążącą wokół tej gwiazdy planetę o masie co najmniej 2,26 masy Jowisza[4].
- T Indi to olbrzym, gwiazda zmienna półregularna o jasności 5 do 7m z typowym okresem 11 miesięcy[4].

## Interesujące obiekty
W gwiazdozbiorze nie ma obiektów z katalogu Messiera, znajduje się on zbyt daleko na południe, by można było dostrzec jego gwiazdy z Europy. W konstelacji nie ma żadnych gromad gwiazd ani mgławic, które mogą obserwować amatorzy. Chociaż ten gwiazdozbiór jest bogaty w galaktyki, są one odległe i małe.
- NGC 7090 jest najbardziej efektowną z galaktyk, która znajduje się pomiędzy deltą a tetą; jest to widoczna z boku galaktyka spiralna z poprzeczką i długim rzadkim halo dostrzegalnym w 20-centymetrowym teleskopie[1].
- W pobliżu jednego z krańców widać bladą gwiazdę, która oszukała już wielu obserwatorów amatorów, pewnych, że znaleźli supernową. Bardzo małą NGC 7049 widać jako dość jasną gwiazdę w 20-cenymetrowym teleskopie; można zobaczyć nawet jej ukryte jądro[1].